# Priit Pärn
Priit Pärn (26 de agosto de 1946 en Tallin, Harju, Estonia) es un historietista y director de animación estonio. A lo largo de su carrera, sus producciones han obtenido una gran acogida tanto para el público como en los festivales cinematográficos.

## Carrera
Antes de empezar su carrera dentro de la animación, trabajaba en el sector de la ecología vegetal. Sus primeros pasos artísticos vinieron de la mano de Rein Ramaat, quien le propuso la elaboración de Kilplased. Tras un breve aprendizaje en los estudios Joonisfilm dirigió su primera película Is the Earth Round? en 1977. Sus trabajos más destacados son Triangle (1982), Breakfast on the Grass (1987), Hotel E (1991), 1895 (1995 junto a Janno Põldma) y Night of the Carrots (1998).
El diseño de Pärn se caracteriza por su humor negro, surrealista y gráficos únicos. El estilo rústico de sus proyectos supusieron el despegue de su trayectoria. Tales obras inspiraron a una nueva generación de cineastas estonios como Ülo Pikkov y Priit Tender.
Las influencias de Pärn se pueden observar en series estadounidenses como Rugrats y Aaahh!!! Real Monsters.
En 2002 fue galardonado por la ASIFA por sus años en activo.
En 2010 dirigió junto a Olga Pärn, quien fuera su esposa: Divers in the Rain, considerada la "mejor película animada" en el cine estonio. La producción fue premiada en el Festival Cinematográfico de Animación de Kiev.
Desde 1994 ejerce de profesor en la Academia de Artes de la Universidad de Turku, Finlandia.

## Filmografía
- Is The Earth Round? (Kas maakera on ümmargune?, 1977)
- ...And Plays Tricks (...Ja teeb trikke, 1978)
- Exercises In Preparation For Independent Life (Harjutusi iseseisvaks eluks, 1980)
- The Triangle (Kolmnurk, 1982)
- Time Out (Aeg maha, 1984)[4]
- Breakfast On The Grass (Eine murul, 1987)[4]
- Commercial spot: Switch Off The Lights (Kustuta valgus, 1988)
- Hotel E (1992)[5]
- 1895 (1995)[6] (codirector Janno Põldma[7])[4][8][9][10][11]
- Free Action (1996)
- Night Of The Carrots (Porgandite öö, 1998)[12][10][9]
- Karl And Marilyn (Karl ja Marilyn, 2003)[13]
- Frank And Wendy (Frank ja Wendy, 2003–2005)[14] (coeditores: P.Tender, Ü.Pikkov, K.Jancis)
- I Feel Back Of My Head (Ma kuklas tunnen 2007) (codirector O.Marchenko)
- Life Without Gabriella Ferri (Elu Ilma Gabriella Ferrita, 2008)[15]
- Divers In The Rain (Tuukrid Vihmas, 2010)[16] (codirectora Olga Pärn )

## Exhibiciones artísticas
- Tallin, Estonia 1982, 1984, 1992
- Viitasaari, Finlandia 1988
- Tampere, Finlandia 1989
- Turku, Finlandia 1989
- Helsinki, Finlandia 1990, 1992, 1995
- Stuttgart, Alemania Occidental 1990
- Volda, Molde, Grimstad, Noruega 1990
- Odense, Dinamarca 1991
- Heidelberg, Alemania 1992
- Karlsruhe, Alemania 1992
- Hafnarfjörður, Islandia 1992
- Bruselas, Bélgica 1993
- Annecy, Francia 1993
- Ginebra, Suiza 1993, 1995
- Harlem, Holanda 1994
- Baden, Suiza 1995